# Jevgenij Germanovič Vodolazkin

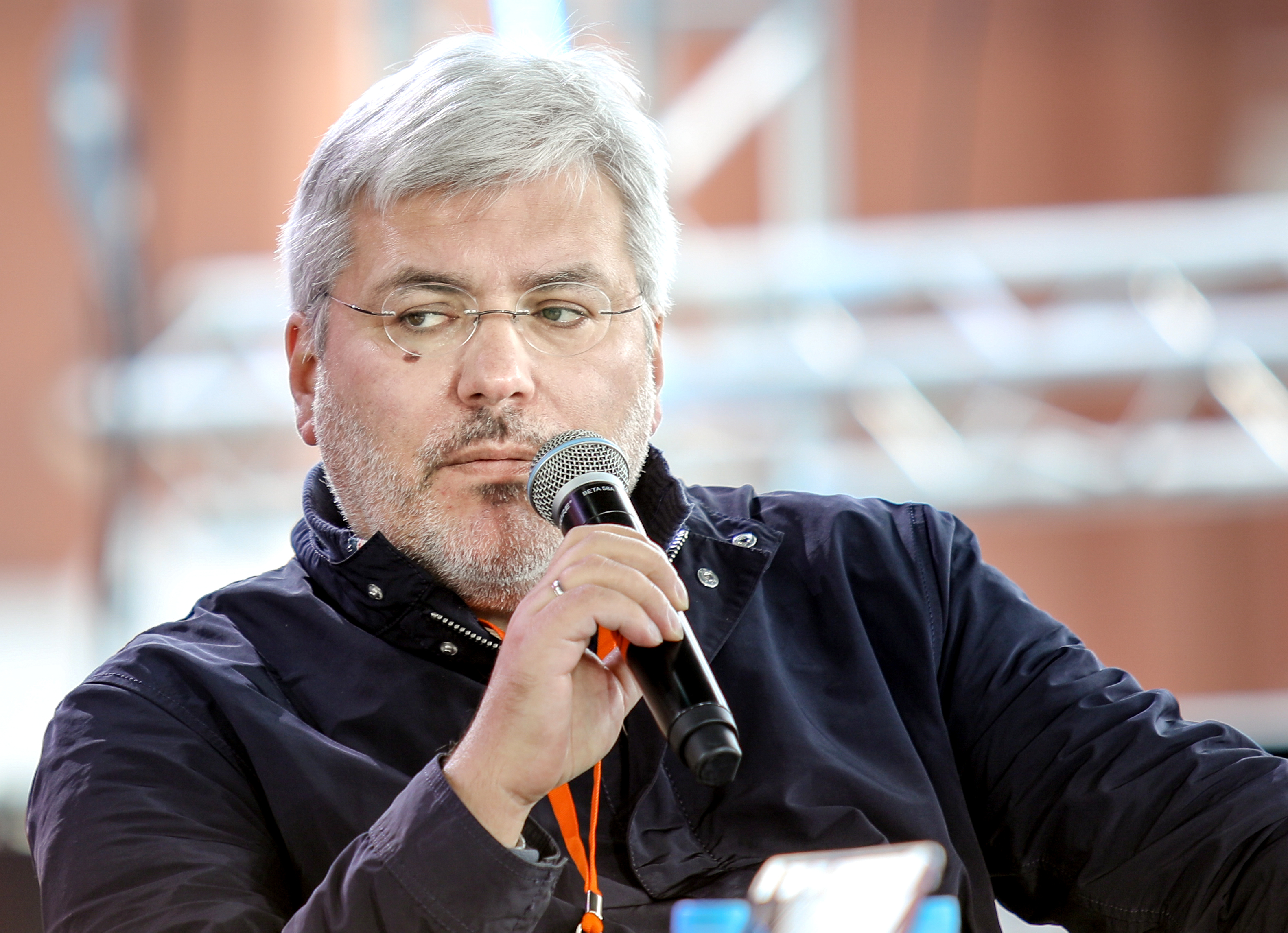
Jevgenij Germanovič Vodolazkin v roce 2017

Jevgenij Germanovič Vodolazkin (rusky Евгений Германович Водолазкин; * 21. února 1964, Kyjev, SSSR) je ruský spisovatel, literární vědec a doktor filologie.

## Život a dílo
Vystudoval Filologickou fakultu Národní univerzity Tarase Ševčenka v Kyjevě. Ve stejném roce započal postgraduální studium na katedře staré ruské literatury Ústavu ruské literatury Akademie věd SSSR (na tzv. Puškinově domě).

### České překlady z ruštiny
- Laurus (orig. Лавр / transkripce: Lavr). 1. vyd. Praha: Dobrovský s.r.o., 2016. 353 S. Překlad: Anna Rosová
- Letec (orig. Авиатор / transkripce: Aviator). Praha: Omega, 2018. 416 S. Překlad: Zdeňka Vychodilová